# Giridih (distrikt)
Girīdīh är ett distrikt i Indien.   Det ligger i delstaten Jharkhand, i den östra delen av landet, 1 000 km sydost om huvudstaden New Delhi. Antalet invånare är 2 445 474.
Följande samhällen finns i Girīdīh:
- Giridih
- Barki Saria
- Dhanwār
- Hesla